# Lijst van burgemeesters van Nieuwe Niedorp
Dit is een lijst van burgemeesters van de voormalige Nederlandse gemeente Nieuwe Niedorp tot die gemeente in 1970 fuseerde met Oude Niedorp en Winkel tot de nieuwe gemeente Niedorp.
| Ambtsperiode | Naam burgemeester                       | Partij of stroming | Bijzonderheden                                                                   |
| ------------ | --------------------------------------- | ------------------ | -------------------------------------------------------------------------------- |
| 18?? - 1842  | Jan (J.) Roggeveen                      |                    |                                                                                  |
| 1843 - 1858  | E.Th. Scheltinga Winterberg (1796-1859) |                    | tevens burgemeester van Oude Niedorp (1852-1859) en lid Tweede Kamer (1849-1850) |
| 1859 - 1898  | Dirk (D.) van der Stok                  |                    |                                                                                  |
| 1898 - 1909  | J. van der Stok                         |                    |                                                                                  |
| 1910 - 1926  | Pieter (P.) Koopman                     |                    |                                                                                  |
| 1926 - 1931  | A. Visser                               |                    |                                                                                  |
| 1932 - 1945  | P. Pluister                             |                    |                                                                                  |
| 1946 - 1966  | Jacob (J.) Baken                        | PvdA               | tevens burgemeester van Winkel                                                   |
| 1966 - 1970  | Adriaan (A.) Anker                      | PvdA               | tevens burgemeester van Oude Niedorp en Winkel, later van Niedorp                |